# كونميبول
اتحاد أمريكا الجنوبية لكرة القدم (بالإسبانية: Confederación Sudamericana de Fútbol)، يعرف أيضاً باسم كونميبول (CONMEBOL) أو CSF، هو الاتحاد المسؤول عن تنظيم كرة القدم في معظم دول أمريكا الجنوبية. ويقوم كذلك بتنظيم عدة مسابقات مثل كوبا أمريكا وكأس ليبرتادوريس.

## تأسيسه
تأسس في 9 يوليو 1916 بفضل الأوروغوياني هكتور ريفادافيا غوميز بهدف توحيد الرياضة في قارة أمريكا الجنوبية. عند تأسيس الاتحاد كانت أولى أعضائه : الالأرجنتين، والأوروغواي، والبرازيل، وتشيلي. أقامت تلك الدول دورة فيما بينها في مدينة بوينوس آيريس في الأرجنتين. بعد ذلك انضم إلى الاتحاد كلاً من: الباراغواي (1921)، والبيرو (1925)، وبوليفيا (1926)، والإكوادور (1927)، وكولومبيا (1936)، وفينزويلا (1952). اليوم، يعد الاتحاد جزء من الفيفا وهو مسؤول عن جميع أنشطة كرة القدم المحترفة في تلك الدول. يقع مقر الاتحاد في منطقة لوكويه بالباراغواي. الرئيس الحالي للاتحاد هو الباراغوياني نيكولاس ليوز.

### إيقاف أنشطة الاتحاد 2016
في يوم 29 نوفمبر 2016 أعلن الاتحاد إيقاف كافة أنشطته حتى إشعار آخر عقب كارثة رحلة خطوط لاميا الجوية 2933 التي كانت تحمل على متنها لاعبي وطاقم نادي شابيكوينسي البرازيلي.

## الاتحادات المنضوية تحت الكونميبول
| الاتحاد                       | الدولة     | سنة التأسيس | سنة الانضمام | الموقع الرسمي                        |
| ----------------------------- | ---------- | ----------- | ------------ | ------------------------------------ |
| الاتحاد الأرجنتيني لكرة القدم | الأرجنتين  | 1893        | 1916         | www.afa.org.ar                       |
| الاتحاد الإكوادوري لكرة القدم | الإكوادور  | 1925        | 1927         | www.fef.ec                           |
| اتحاد الأوروغواي لكرة القدم   | الأوروغواي | 1900        | 1916         | www.auf.org.uy                       |
| اتحاد الباراغواي لكرة القدم   | باراغواي   | 1906        | 1921         | www.apf.org.py                       |
| الاتحاد البرازيلي لكرة القدم  | البرازيل   | 1914        | 1916         | www.cbf.com.br                       |
| اتحاد بوليفيا لكرة القدم      | بوليفيا    | 1925        | 1926         | www.fbf.com.bo                       |
| الاتحاد البيروفي لكرة القدم   | بيرو       | 1922        | 1925         | www.fpf.org.pe                       |
| اتحاد تشيلي لكرة القدم        | تشيلي      | 1895        | 1916         | www.anfp.cl                          |
| الاتحاد الفنزويلي لكرة القدم  | فنزويلا    | 1926        | 1952         | www.federacionvenezolanadefutbol.org |
| الاتحاد الكولومبي لكرة القدم  | كولومبيا   | 1924        | 1936         | www.fcf.com.co                       |

## بطولات الاتحاد
| المنتخبات الوطنية: - كوبا أمريكا - بطولة كونميبول للرجال قبل الأولمبية - كوبا أمريكا تحت 20 سنة - كوبا أمريكا تحت 17 سنة - كوبا أمريكا تحت 15 سنة - كوبا أمريكا فمنينا - بطولة أمريكا الجنوبية لكرة القدم للسيدات تحت 20 سنة - بطولة أمريكا الجنوبية تحت 17 سنة للسيدات - كوبا أمريكا لكرة الصالات [الإنجليزية] - تصفيات كأس العالم لكرة الصالات (كونميبول) [الإنجليزية] - دوري كرة الصالات أمريكا الجنوبية - بطولة أمريكا الجنوبية لكرة الصالات تحت 20 سنة - بطولة أمريكا الجنوبية لكرة الصالات تحت 17 سنة] - كأس أمريكا لكرة القدم لكرة الصالات [الإنجليزية] - بطولة أمريكا الجنوبية لكرة الصالات للسيدات تحت 20 سنة - كوبا أمريكا لكرة القدم الشاطئية [الإنجليزية] - تصفيات كأس العالم لكرة القدم الشاطئية (كونميبول) [الإنجليزية] - دوري كرة القدم الشاطئية في أمريكا الجنوبية [الإنجليزية] - بطولة أمريكا الجنوبية لكرة القدم الشاطئية تحت 20 سنة [الإنجليزية] - السوبر كلاسيكو | الأندية: - كوبا ليبرتادوريس - كوبا سود أمريكانا - ريكوبا سودأمريكانا - كأس ليبرتادوريس فيمينينا [الإنجليزية] - كأس ليبرتادوريس لكرة الصالات [الإنجليزية] - كأس ليبرتادوريس دي بيتش لكرة القدم [الإنجليزية] |  |

### حائزو الألقاب
| المنافسة                                              |                   | السنة             | المضيف                            | البطل         | اللقب                 | الوصيف      |  | التالي | المضييف |
| المنتخبات الوطنية (رجال)                              |                   |                   |                                   |               |                       |             |  |        |         |
| كوبا أمريكا                                           |                   | 2021              |                                   | الأرجنتين     | 15                    | البرازيل    |  | 2024   |         |
| بطولة قبل أولمبية                                     | 2020              |                   | Argentina                         | 5             | Brazil                | 2014        |  |        |         |
| كوبا أمريكا تحت 20 سنة                                | 2019              |                   | الإكوادور                         | الأول         | الأرجنتين             | 2023        |  |        |         |
| كوبا أمريكا تحت 17 سنة                                | 2019              |                   | الأرجنتين                         | 4             | تشيلي                 | 2023        |  |        |         |
| كوبا أمريكا تحت 15 سنة                                | 2019              |                   | البرازيل                          | 5             | الأرجنتين             | 2023        |  |        |         |
| كوبا أمريكا لكرة الصالات [الإنجليزية]                 | 2017              |                   | البرازيل                          | 10            | الأرجنتين             | 2020        |  |        |         |
| تصفيات كأس العالم لكرة القدم الشاطئية (كونميبول)      | 2020              |                   | الأرجنتين                         | الأول         | البرازيل              | 2024        |  |        |         |
| بطولة أمريكا الجنوبية لكرة الصالات تحت 20 سنة         | 2018              |                   | البرازيل                          | 7             | الأرجنتين             | 2022        |  |        |         |
| بطولة أمريكا الجنوبية لكرة الصالات تحت 17 سنة         | 2018              |                   | البرازيل                          | الثاني        | الأرجنتين             | 2023        |  |        |         |
| كوبا أمريكا لكرة القدم الشاطئية [الإنجليزية]          | 2018              |                   | البرازيل                          | الثاني        | باراغواي              | 2020        |  |        |         |
| تصفيات كأس العالم لكرة القدم الشاطئية                 | 2019              |                   | البرازيل                          | 7             | الأوروغواي            | 2021        |  |        |         |
| دوري كرة القدم الشاطئية                               | 2018              |                   | البرازيل                          | الثاني        | باراغواي              | 2019        |  |        |         |
| بطولة كرة القدم الشاطئية تحت 20 سنة                   | 2019              |                   | ARG                               | الأول         | BRA                   | 2021        |  |        |         |
| المنتخبات الوطنية (سيدات)                             |                   |                   |                                   |               |                       |             |  |        |         |
| كوبا أمريكا فمنينا                                    |                   | 2018 [الإنجليزية] |                                   | البرازيل      | 7                     | تشيلي       |  | 2022   |         |
| بطولة أمريكا الجنوبية لكرة القدم للسيدات تحت 20 سنة   | 2018              |                   | Brazil                            | 8             | باراغواي [الإنجليزية] | 2022        |  |        |         |
| تحت 17 سنة للسيدات                                    | 2018              |                   | البرازيل [الإنجليزية]             | الثالث        | كولومبيا [الإنجليزية] | 2022        |  |        |         |
| كأس أمريكا لكرة القدم لكرة الصالات [الإنجليزية]       | 2019              |                   | البرازيل                          | 6             | الأرجنتين             | 2021        |  |        |         |
| بطولة أمريكا الجنوبية لكرة الصالات للسيدات تحت 20 سنة | 2018              |                   | البرازيل                          | الثاني        | كولومبيا              | 2020        |  |        |         |
| الأندية (رجال)                                        |                   |                   |                                   |               |                       |             |  |        |         |
| كوبا ليبرتادوريس                                      |                   | 2020              |                                   | نادي بالميراس | الثاني                | نادي سانتوس |  | 2021   |         |
| كوبا سود أمريكانا                                     | 2021              |                   | أتلتيكو باراناينسي                | الثالث        | ريد بل براغانتينو     | 2022        |  |        |         |
| ريكوبا سودأمريكانا                                    | 2020 [الإنجليزية] |                   | نادي فلامنغو                      | الأول         | إنديبندينتي ديل فال   | 2021        |  |        |         |
| كأس ليبرتادوريس تحت 20 سنة                            | 2020              |                   | إنديبندينتي ديل فال               | الأول         | ريفر بليت             | 2022        |  |        |         |
| كأس ليبرتادوريس لكرة الصالات [الإنجليزية]             | 2019              |                   | جمعية كارلوس باربوسا لكرة الصالات | 5             | سيرو بورتينيو         | 2020        |  |        |         |
| كأس ليبرتادوريس دي بيتش لكرة القدم [الإنجليزية]       | 2019              |                   | فاسكو دا جاما                     | الثالث        | سيرو بورتينيو         | 2020        |  |        |         |
| الأندية (سيدات)                                       |                   |                   |                                   |               |                       |             |  |        |         |
| كأس ليبرتادوريس فيمينينا [الإنجليزية]                 |                   | 2021              |                                   | Corinthians   | الثالث                | سانتا في    |  | 2022   |         |
| كأس ليبرتادوريس فيمينينا لكرة الصالات                 | 2019              |                   | Cianorte Futsal                   | الأول         | Independiente         | 2020        |  |        |         |

## تصنيف الفيفا

### ملخص
| كونميبول*                                     | الفيفا | +/-  | المنتخب الوطني | النقاط  |
| --------------------------------------------- | ------ | ---- | -------------- | ------- |
| 1                                             | 1      |      | الأرجنتين      | 1901.48 |
| 2                                             | 5      | ▼ 1  | البرازيل       | 1785.61 |
| 3                                             | 9      | ▲ 3  | كولومبيا       | 1727.32 |
| 4                                             | 11     | ▲ 3  | الأوروغواي     | 1713.15 |
| 5                                             | 27     | ▲ 3  | الإكوادور      | 1530.44 |
| 6                                             | 37     | ▲ 17 | فنزويلا        | 1501.46 |
| 7                                             | 42     | ▼ 11 | بيرو           | 1489.68 |
| 8                                             | 43     | ▼ 3  | تشيلي          | 1489.5  |
| 9                                             | 62     | ▼ 4  | باراغواي       | 1396.8  |
| 10                                            | 89     | ▼ 5  | بوليفيا        | 1258.56 |
| *التصنيفات المحلية بناءً على نقاط تصنيف الفيفا |        |      |                |         |

| كونميبول*                                     | الفيفا | +/- | المنتخب الوطني | النقاط  |
| --------------------------------------------- | ------ | --- | -------------- | ------- |
| 1                                             | 11     | ▼ 2 | البرازيل       | 1941.08 |
| 2                                             | 23     | ▼ 1 | كولومبيا       | 1746.52 |
| 3                                             | 31     |     | الأرجنتين      | 1657.79 |
| 4                                             | 39     | ▲ 2 | تشيلي          | 1567.07 |
| 5                                             | 50     | ▼ 1 | باراغواي       | 1505.2  |
| 6                                             | 53     |     | فنزويلا        | 1488.96 |
| 7                                             | 66     | ▲ 1 | الإكوادور      | 1383.21 |
| 8                                             | 67     | ▼ 2 | الأوروغواي     | 1382.81 |
| 9                                             | 75     | ▼ 1 | بيرو           | 1312.48 |
| 10                                            | 97     | ▼ 1 | بوليفيا        | 1213.1  |
| *التصنيفات المحلية بناءً على نقاط تصنيف الفيفا |        |     |                |         |

### فريق السنة
| السنة | الأول      | الثاني     | الثالث     | الرابع     |
| ----- | ---------- | ---------- | ---------- | ---------- |
| 1993  | البرازيل   | الأرجنتين  | الأوروغواي | كولومبيا   |
| 1994  | البرازيل   | الأرجنتين  | كولومبيا   | الأوروغواي |
| 1995  | البرازيل   | الأرجنتين  | كولومبيا   | الأوروغواي |
| 1996  | البرازيل   | كولومبيا   | الأرجنتين  | تشيلي      |
| 1997  | البرازيل   | كولومبيا   | تشيلي      | الأرجنتين  |
| 1998  | البرازيل   | الأرجنتين  | تشيلي      | باراغواي   |
| 1999  | البرازيل   | الأرجنتين  | باراغواي   | تشيلي      |
| 2000  | البرازيل   | الأرجنتين  | باراغواي   | كولومبيا   |
| 2001  | الأرجنتين  | البرازيل   | كولومبيا   | باراغواي   |
| 2002  | البرازيل   | الأرجنتين  | باراغواي   | الأوروغواي |
| 2003  | البرازيل   | الأرجنتين  | الأوروغواي | باراغواي   |
| 2004  | البرازيل   | الأرجنتين  | الأوروغواي | كولومبيا   |
| 2005  | البرازيل   | الأرجنتين  | الأوروغواي | كولومبيا   |
| 2006  | البرازيل   | الأرجنتين  | الأوروغواي | الإكوادور  |
| 2007  | الأرجنتين  | البرازيل   | كولومبيا   | باراغواي   |
| 2008  | البرازيل   | الأرجنتين  | باراغواي   | الأوروغواي |
| 2009  | البرازيل   | الأرجنتين  | تشيلي      | الأوروغواي |
| 2010  | البرازيل   | الأرجنتين  | الأوروغواي | تشيلي      |
| 2011  | الأوروغواي | البرازيل   | الأرجنتين  | تشيلي      |
| 2012  | الأرجنتين  | كولومبيا   | الإكوادور  | الأوروغواي |
| 2013  | الأرجنتين  | كولومبيا   | الأوروغواي | البرازيل   |
| 2014  | الأرجنتين  | كولومبيا   | البرازيل   | الأوروغواي |
| 2015  | الأرجنتين  | تشيلي      | البرازيل   | كولومبيا   |
| 2016  | الأرجنتين  | البرازيل   | تشيلي      | كولومبيا   |
| 2017  | البرازيل   | الأرجنتين  | تشيلي      | بيرو       |
| 2018  | البرازيل   | الأوروغواي | الأرجنتين  | كولومبيا   |
| 2019  | البرازيل   | الأوروغواي | الأرجنتين  | كولومبيا   |
| 2020  | البرازيل   | الأرجنتين  | الأوروغواي | كولومبيا   |

| السنة | الأول    | الثاني    | الثالث     | الرابع   |
| ----- | -------- | --------- | ---------- | -------- |
| 2003  | البرازيل | كولومبيا  | الأرجنتين  | بيرو     |
| 2004  | البرازيل | كولومبيا  | الأرجنتين  | بيرو     |
| 2005  | البرازيل | بيرو      | الأرجنتين  | كولومبيا |
| 2006  | البرازيل | الأرجنتين | بيرو       | كولومبيا |
| 2007  | البرازيل | الأرجنتين | بيرو       | كولومبيا |
| 2008  | البرازيل | الأرجنتين | الإكوادور  | باراغواي |
| 2009  | البرازيل | الأرجنتين | كولومبيا   | بيرو     |
| 2010  | البرازيل | الأرجنتين | كولومبيا   | تشيلي    |
| 2011  | البرازيل | كولومبيا  | الأرجنتين  | تشيلي    |
| 2012  | البرازيل | كولومبيا  | الأرجنتين  | تشيلي    |
| 2013  | البرازيل | كولومبيا  | الأوروغواي |          |
| 2014  | البرازيل | كولومبيا  | الأرجنتين  | تشيلي    |
| 2015  | البرازيل | كولومبيا  | الأرجنتين  | تشيلي    |
| 2016  | البرازيل | كولومبيا  | فنزويلا    |          |
| 2017  | البرازيل | كولومبيا  | الأرجنتين  | تشيلي    |
| 2018  | البرازيل | كولومبيا  | الأرجنتين  | تشيلي    |
| 2019  | البرازيل | كولومبيا  | الأرجنتين  | تشيلي    |
| 2020  | البرازيل | كولومبيا  | الأرجنتين  | تشيلي    |

## تصنيفات أخرى

### الأندية

#### تصنيفات قاعدة بيانات كرة القدم
| المرتبة | النادي                 | النقاط |
| ------- | ---------------------- | ------ |
| 11      | نادي فلامنغو           | 1860   |
| 22      | بوكا جونيورز           | 1770   |
| 24      | نادي بالميراس          | 1751   |
| 32      | ريفر بليت              | 1722   |
| 36      | غريميو بورتو أليغرينزي | 1718   |
| 37      | نادي سانتوس            | 1715   |
| 45      | نادي راسينغ            | 1692   |
| 57      | أتلتيكو باراناينسي     | 1670   |
| 60      | أوليمبيا أسونسيون      | 1663   |
| 77      | نادي إنترناسيونال      | 1643   |

آخر تحديث: 5 أبريل 2020

#### الاتحاد الدولي
| الترتيب حسب المنطقة | تصنيف الاتحاد الدولي | النادي                 | النقاط |
| ------------------- | -------------------- | ---------------------- | ------ |
| 1                   | 6                    | نادي بالميراس          | 264    |
| 2                   | 7                    | أتلتيكو جونيور         | 262    |
| 3                   | 8                    | ريفر بليت              | 261    |
| 4                   | 10                   | إنديبنديينتي سانتا في  | 237    |
| 5                   | 11                   | غريميو بورتو أليغرينزي | 234    |
| 6                   | 13                   | أتلتيكو ناسيونال       | 229    |
| 7                   | 22                   | بوكا جونيورز           | 200    |
| 8                   | 23                   | نادي كروزيرو           | 197    |
| 9                   | 36                   | ناسيونال مونتيفيديو    | 184    |
| 10                  | 41                   | أتلتيكو باراناينسي     | 178    |

آخر تحديث: 12 مارس 2019 – 

### فرق كرة القدم الشاطئية الوطنية
| فرق رجال وطنية تصنف BSWW | فرق رجال وطنية تصنف BSWW | فرق رجال وطنية تصنف BSWW |
| ------------------------ | ------------------------ | ------------------------ |
| المرتبة                  | البلد                    | النقاط                   |
| 1                        | البرازيل                 | 3613                     |
| 8                        | باراغواي                 | 1467                     |
| 18                       | الإكوادور                | 710                      |
| 23                       | الأرجنتين                | 571                      |
| 28                       | تشيلي                    | 511                      |
| 30                       | الأوروغواي               | 494                      |
| 35                       | بيرو                     | 378                      |
| 36                       | فنزويلا                  | 364                      |
| 40                       | كولومبيا                 | 276                      |
| 44                       | بوليفيا                  | 228                      |

آخر تحديث: 23 سبتمبر 2018

## سجلات البطولات الكبرى
- 1 – البطل
- 2 – الوصيف
- 3  – المركز الثالث[13]
- 4 – المركز الرابع
- QF – ربع النهائي
- R16 – دور الـ 16 (منذ 1986: دور خروج المغلوب)
- R2 – الجولة الثانية (لبطولات 1974 و1978 و1982 والتي كانت على مرحلتين جماعية)
- GS – مرحلة المجموعات (في بطولات 1950 و1974 و1978 و1982، والتي كان لها مرحلتان جماعية، وهذا يشير إلى مرحلة المجموعات الأولى)
- 1S – مرحلة خروج المغلوب الأولى (1934–1938 بطولة إقصاء واحد)
- Q –مؤهل للبطولة القادمة
- •  – لم يتأهل
- – لم يشارك / انسحب / محظور
- – المضيف

لكل بطولة، يتم عرض علم الدولة المضيفة وعدد الفرق في كل بطولة نهائية (بين قوسين).

### كأس العالم
| سجل كأس العالم   | سجل كأس العالم | سجل كأس العالم | سجل كأس العالم | سجل كأس العالم | سجل كأس العالم | سجل كأس العالم | سجل كأس العالم | سجل كأس العالم | سجل كأس العالم | سجل كأس العالم | سجل كأس العالم | سجل كأس العالم | سجل كأس العالم | سجل كأس العالم | سجل كأس العالم | سجل كأس العالم | سجل كأس العالم | سجل كأس العالم | سجل كأس العالم | سجل كأس العالم | سجل كأس العالم | سجل كأس العالم | سجل كأس العالم | سجل كأس العالم |
| الفريق           | 1930 (13)      | 1934 (16)      | 1938 (15)      | 1950 (13)      | 1954 (16)      | 1958 (16)      | 1962 (16)      | 1966 (16)      | 1970 (16)      | 1974 (16)      | 1978 (16)      | 1982 (24)      | 1986 (24)      | 1990 (24)      | 1994 (24)      | 1998 (32)      | 2002 (32)      | 2006 (32)      | 2010 (32)      | 2014 (32)      | 2018 (32)      | 2022 (32)      | 2026 (48)      | السنوات        |
| تصفيات كونميبول  | /              | 1934           | 1938           | 1950           | 1954           | 1958           | 1962           | 1966           | 1970           | 1974           | 1978           | 1982           | 1986           | 1990           | 1994           | 1998           | 2002           | 2006           | 2010           | 2014           | 2018           | 2022           | 2026           |                |
| ---------------- | -------------- | -------------- | -------------- | -------------- | -------------- | -------------- | -------------- | -------------- | -------------- | -------------- | -------------- | -------------- | -------------- | -------------- | -------------- | -------------- | -------------- | -------------- | -------------- | -------------- | -------------- | -------------- | -------------- | -------------- |
| الأرجنتين        | 2              | 1S             |                |                |                | GS             | GS             | QF             | •              | R2             | 1              | R2             | 1              | 2              | R16            | QF             | GS             | QF             | QF             | 2              | R16            |                |                | 17             |
| بوليفيا          | GS             |                |                | GS             |                | •              | •              | •              | •              | •              | •              | •              | •              | •              | GS             | •              | •              | •              | •              | •              | •              |                |                | 3              |
| البرازيل         | GS             | 1S             | 3              | 2              | QF             | 1              | 1              | GS             | 1              | 4              | 3              | R2             | QF             | R16            | 1              | 2              | 1              | QF             | QF             | 4              | QF             |                |                | 21             |
| تشيلي            | GS             |                |                | GS             | •              | •              | 3              | GS             | •              | GS             | •              | GS             | •              | •              |                | R16            | •              | •              | R16            | R16            | •              |                |                | 9              |
| كولومبيا         |                |                |                |                |                | •              | GS             | •              | •              | •              | •              | •              | •              | R16            | GS             | GS             | •              | •              | •              | QF             | R16            |                |                | 6              |
| الإكوادور        |                |                |                |                |                |                | •              | •              | •              | •              | •              | •              | •              | •              | •              | •              | GS             | R16            | •              | GS             | •              |                |                | 3              |
| باراغواي         | GS             |                |                | GS             | •              | GS             | •              | •              | •              | •              | •              | •              | R16            | •              | •              | R16            | R16            | GS             | QF             | •              | •              |                |                | 8              |
| بيرو             | GS             |                |                |                |                | •              | •              | •              | QF             | •              | R2             | GS             | •              | •              | •              | •              | •              | •              | •              | •              | GS             |                |                | 5              |
| الأوروغواي       | 1              |                |                | 1              | 4              | •              | GS             | QF             | 4              | GS             | •              | •              | R16            | R16            | •              | •              | GS             | •              | 4              | R16            | QF             |                |                | 13             |
| فنزويلا          |                |                |                |                |                |                |                | •              | •              |                | •              | •              | •              | •              | •              | •              | •              | •              | •              | •              | •              |                |                | 0              |
| الإجمالي (9 فرق) | 7              | 2              | 1              | 5              | 2              | 3              | 5              | 4              | 3              | 4              | 3              | 4              | 4              | 4              | 4              | 5              | 5              | 4              | 5              | 6              | 5              | 4 أو 5         |                | 85             |

### كأس العالم للسيدات
| سجل كأس العالم للسيدات | سجل كأس العالم للسيدات | سجل كأس العالم للسيدات | سجل كأس العالم للسيدات | سجل كأس العالم للسيدات | سجل كأس العالم للسيدات | سجل كأس العالم للسيدات | سجل كأس العالم للسيدات | سجل كأس العالم للسيدات | سجل كأس العالم للسيدات | سجل كأس العالم للسيدات |
| الفريق                 | 1991 (12)              | 1995 (12)              | 1999 (16)              | 2003 (16)              | 2007 (16)              | 2011 (16)              | 2015 (24)              | 2019 (24)              | 2023 (32)              | السنوات                |
| ---------------------- | ---------------------- | ---------------------- | ---------------------- | ---------------------- | ---------------------- | ---------------------- | ---------------------- | ---------------------- | ---------------------- | ---------------------- |
| الأرجنتين              |                        | •                      | •                      | GS                     | GS                     | •                      | •                      | GS                     |                        | 3                      |
| بوليفيا                |                        | •                      | •                      | •                      | •                      | •                      | •                      | •                      |                        | 0                      |
| البرازيل               | GS                     | GS                     | 3                      | QF                     | 2                      | QF                     | R16                    | R16                    |                        | 8                      |
| تشيلي                  | •                      | •                      | •                      | •                      | •                      | •                      | •                      | GS                     |                        | 1                      |
| كولومبيا               |                        |                        | •                      | •                      | •                      | GS                     | R16                    | •                      |                        | 2                      |
| الإكوادور              |                        | •                      | •                      | •                      | •                      | •                      | GS                     | •                      |                        | 1                      |
| باراغواي               |                        |                        | •                      | •                      | •                      | •                      | •                      | •                      |                        | 0                      |
| بيرو                   |                        |                        | •                      | •                      | •                      | •                      | •                      | •                      |                        | 0                      |
| الأوروغواي             |                        |                        | •                      | •                      | •                      | •                      | •                      | •                      |                        | 0                      |
| فنزويلا                | •                      |                        | •                      | •                      | •                      | •                      | •                      | •                      |                        | 0                      |
| الإجمالي (5 فرق)       | 1                      | 1                      | 1                      | 2                      | 2                      | 2                      | 3                      | 3                      | 3                      |                        |

### الألعاب الأولمبية للرجال
| سجل كرة القدم في الألعاب الأولمبية الصيفية للرجال | سجل كرة القدم في الألعاب الأولمبية الصيفية للرجال | سجل كرة القدم في الألعاب الأولمبية الصيفية للرجال | سجل كرة القدم في الألعاب الأولمبية الصيفية للرجال | سجل كرة القدم في الألعاب الأولمبية الصيفية للرجال | سجل كرة القدم في الألعاب الأولمبية الصيفية للرجال | سجل كرة القدم في الألعاب الأولمبية الصيفية للرجال | سجل كرة القدم في الألعاب الأولمبية الصيفية للرجال | سجل كرة القدم في الألعاب الأولمبية الصيفية للرجال | سجل كرة القدم في الألعاب الأولمبية الصيفية للرجال | سجل كرة القدم في الألعاب الأولمبية الصيفية للرجال | سجل كرة القدم في الألعاب الأولمبية الصيفية للرجال | سجل كرة القدم في الألعاب الأولمبية الصيفية للرجال | سجل كرة القدم في الألعاب الأولمبية الصيفية للرجال | سجل كرة القدم في الألعاب الأولمبية الصيفية للرجال | سجل كرة القدم في الألعاب الأولمبية الصيفية للرجال | سجل كرة القدم في الألعاب الأولمبية الصيفية للرجال | سجل كرة القدم في الألعاب الأولمبية الصيفية للرجال | سجل كرة القدم في الألعاب الأولمبية الصيفية للرجال | سجل كرة القدم في الألعاب الأولمبية الصيفية للرجال | سجل كرة القدم في الألعاب الأولمبية الصيفية للرجال | سجل كرة القدم في الألعاب الأولمبية الصيفية للرجال | سجل كرة القدم في الألعاب الأولمبية الصيفية للرجال | سجل كرة القدم في الألعاب الأولمبية الصيفية للرجال | سجل كرة القدم في الألعاب الأولمبية الصيفية للرجال | سجل كرة القدم في الألعاب الأولمبية الصيفية للرجال | سجل كرة القدم في الألعاب الأولمبية الصيفية للرجال | سجل كرة القدم في الألعاب الأولمبية الصيفية للرجال | سجل كرة القدم في الألعاب الأولمبية الصيفية للرجال | سجل كرة القدم في الألعاب الأولمبية الصيفية للرجال |
| الفريق                                            | 1900 (3)                                          | 1904 (3)                                          | 1904 (3)                                          | 1908 (6)                                          | 1912 (11)                                         | 1920 (14)                                         | 1924 (22)                                         | 1928 (17)                                         | 1936 (16)                                         | 1948 (18)                                         | 1952 (25)                                         | 1956 (11)                                         | 1960 (16)                                         | 1964 (14)                                         | 1968 (16)                                         | 1972 (16)                                         | 1976 (13)                                         | 1980 (16)                                         | 1984 (16)                                         | 1988 (16)                                         | 1992 (16)                                         | 1996 (16)                                         | 2000 (16)                                         | 2004 (16)                                         | 2008 (16)                                         | 2012 (16)                                         | 2016 (16)                                         | 2020 (16)                                         | السنوات                                           |
| ------------------------------------------------- | ------------------------------------------------- | ------------------------------------------------- | ------------------------------------------------- | ------------------------------------------------- | ------------------------------------------------- | ------------------------------------------------- | ------------------------------------------------- | ------------------------------------------------- | ------------------------------------------------- | ------------------------------------------------- | ------------------------------------------------- | ------------------------------------------------- | ------------------------------------------------- | ------------------------------------------------- | ------------------------------------------------- | ------------------------------------------------- | ------------------------------------------------- | ------------------------------------------------- | ------------------------------------------------- | ------------------------------------------------- | ------------------------------------------------- | ------------------------------------------------- | ------------------------------------------------- | ------------------------------------------------- | ------------------------------------------------- | ------------------------------------------------- | ------------------------------------------------- | ------------------------------------------------- | ------------------------------------------------- |
| الأرجنتين                                         | –                                                 | –                                                 | –                                                 | –                                                 | –                                                 | –                                                 | –                                                 | 2                                                 | –                                                 | –                                                 | –                                                 | –                                                 | 7                                                 | 10                                                | –                                                 | –                                                 | –                                                 | –                                                 | –                                                 | 8                                                 | –                                                 | 2                                                 | –                                                 | 1                                                 | 1                                                 | –                                                 | 11                                                | 10                                                | 9                                                 |
| البرازيل                                          | –                                                 | –                                                 | –                                                 | –                                                 | –                                                 | –                                                 | –                                                 | –                                                 | –                                                 | –                                                 | 5                                                 | –                                                 | 6                                                 | 9                                                 | 13                                                | 13                                                | 4                                                 | –                                                 | 2                                                 | 2                                                 | –                                                 | 3                                                 | 7                                                 | –                                                 | 3                                                 | 2                                                 | 1                                                 | 1                                                 | 14                                                |
| تشيلي                                             | –                                                 | –                                                 | –                                                 | –                                                 | –                                                 | –                                                 | –                                                 | 17                                                | –                                                 | –                                                 | 17                                                | –                                                 | –                                                 | –                                                 | –                                                 | –                                                 | –                                                 | –                                                 | 7                                                 | –                                                 | –                                                 | –                                                 | 3                                                 | –                                                 | –                                                 | –                                                 | –                                                 | –                                                 | 4                                                 |
| كولومبيا                                          | –                                                 | –                                                 | –                                                 | –                                                 | –                                                 | –                                                 | –                                                 | –                                                 | –                                                 | –                                                 | –                                                 | –                                                 | –                                                 | –                                                 | 10                                                | 11                                                | –                                                 | 11                                                | –                                                 | –                                                 | 14                                                | –                                                 | –                                                 | –                                                 | –                                                 | –                                                 | 6                                                 | –                                                 | 5                                                 |
| باراغواي                                          | –                                                 | –                                                 | –                                                 | –                                                 | –                                                 | –                                                 | –                                                 | –                                                 | –                                                 | –                                                 | –                                                 | –                                                 | –                                                 | –                                                 | –                                                 | –                                                 | –                                                 | –                                                 | –                                                 | –                                                 | 7                                                 | –                                                 | –                                                 | 2                                                 | –                                                 | –                                                 | –                                                 | –                                                 | 2                                                 |
| بيرو                                              | –                                                 | –                                                 | –                                                 | –                                                 | –                                                 | –                                                 | –                                                 | –                                                 | 5                                                 | –                                                 | –                                                 | –                                                 | 11                                                | –                                                 | –                                                 | –                                                 | –                                                 | –                                                 | –                                                 | –                                                 | –                                                 | –                                                 | –                                                 | –                                                 | –                                                 | –                                                 | –                                                 | –                                                 | 2                                                 |
| الأوروغواي                                        | –                                                 | –                                                 | –                                                 | –                                                 | –                                                 | –                                                 | 1                                                 | 1                                                 | –                                                 | –                                                 | –                                                 | –                                                 | –                                                 | –                                                 | –                                                 | –                                                 | –                                                 | –                                                 | –                                                 | –                                                 | –                                                 | –                                                 | –                                                 | –                                                 | –                                                 | 9                                                 | –                                                 | –                                                 | 3                                                 |
| فنزويلا                                           | –                                                 | –                                                 | –                                                 | –                                                 | –                                                 | –                                                 | –                                                 | –                                                 | –                                                 | –                                                 | –                                                 | –                                                 | –                                                 | –                                                 | –                                                 | –                                                 | –                                                 | 12                                                | –                                                 | –                                                 | –                                                 | –                                                 | –                                                 | –                                                 | –                                                 | –                                                 | –                                                 | –                                                 | 1                                                 |
| الإجمالي (8 فرق)                                  | 0                                                 | 0                                                 | 0                                                 | 0                                                 | 0                                                 | 0                                                 | 1                                                 | 3                                                 | 1                                                 | 0                                                 | 2                                                 | 0                                                 | 3                                                 | 2                                                 | 2                                                 | 2                                                 | 1                                                 | 2                                                 | 2                                                 | 2                                                 | 2                                                 | 2                                                 | 2                                                 | 2                                                 | 2                                                 | 2                                                 | 3                                                 | 2                                                 |                                                   |

### الألعاب الأولمبية للسيدات
| سجل كرة القدم في الألعاب الأولمبية الصيفية للسيدات | سجل كرة القدم في الألعاب الأولمبية الصيفية للسيدات | سجل كرة القدم في الألعاب الأولمبية الصيفية للسيدات | سجل كرة القدم في الألعاب الأولمبية الصيفية للسيدات | سجل كرة القدم في الألعاب الأولمبية الصيفية للسيدات | سجل كرة القدم في الألعاب الأولمبية الصيفية للسيدات | سجل كرة القدم في الألعاب الأولمبية الصيفية للسيدات | سجل كرة القدم في الألعاب الأولمبية الصيفية للسيدات | سجل كرة القدم في الألعاب الأولمبية الصيفية للسيدات |
| الفريق                                             | 1996 (8)                                           | 2000 (8)                                           | 2004 (10)                                          | 2008 (12)                                          | 2012 (12)                                          | 2016 (12)                                          | 2020 (12)                                          | السنوات                                            |
| -------------------------------------------------- | -------------------------------------------------- | -------------------------------------------------- | -------------------------------------------------- | -------------------------------------------------- | -------------------------------------------------- | -------------------------------------------------- | -------------------------------------------------- | -------------------------------------------------- |
| الأرجنتين                                          | –                                                  | –                                                  | –                                                  | =11                                                | –                                                  | –                                                  | –                                                  | 1                                                  |
| البرازيل                                           | 4                                                  | 4                                                  | 2                                                  | 2                                                  | 6                                                  | 4                                                  | 6                                                  | 7                                                  |
| كولومبيا                                           | –                                                  | –                                                  | –                                                  | –                                                  | 11                                                 | 11                                                 | –                                                  | 2                                                  |
| تشيلي                                              | –                                                  | –                                                  | –                                                  | –                                                  | –                                                  | –                                                  | 11                                                 | 1                                                  |
| الإجمالي (4 فرق)                                   | 1                                                  | 1                                                  | 1                                                  | 2                                                  | 2                                                  | 2                                                  | 2                                                  |                                                    |

### كوبا أمريكا فمنينا
| سجل كوبا أمريكا فمنينا  | سجل كوبا أمريكا فمنينا | سجل كوبا أمريكا فمنينا | سجل كوبا أمريكا فمنينا | سجل كوبا أمريكا فمنينا | سجل كوبا أمريكا فمنينا | سجل كوبا أمريكا فمنينا | سجل كوبا أمريكا فمنينا | سجل كوبا أمريكا فمنينا | سجل كوبا أمريكا فمنينا | سجل كوبا أمريكا فمنينا |
| الفرق (الإجمالي 10 فرق) | 1991 (3)               | 1995 (5)               | 1998 (10)              | 2003 (10)              | 2006 (10)              | 2010 (10)              | 2014 (10)              | 2018 (10)              | 2022 (10)              | السنوات                |
| ----------------------- | ---------------------- | ---------------------- | ---------------------- | ---------------------- | ---------------------- | ---------------------- | ---------------------- | ---------------------- | ---------------------- | ---------------------- |
| الأرجنتين               | —                      | 2                      | 2                      | 2                      | 1                      | 4                      | 4                      | 3                      |                        | 7                      |
| بوليفيا                 | —                      | 5th                    | GS                     | GS                     | GS                     | GS                     | GS                     | GS                     |                        | 7                      |
| البرازيل                | 1                      | 1                      | 1                      | 1                      | 2                      | 1                      | 1                      | 1                      |                        | 8                      |
| تشيلي                   | 2                      | 3                      | GS                     | GS                     | GS                     | 3                      | GS                     | 2                      |                        | 8                      |
| كولومبيا                | —                      | —                      | GS                     | 3                      | GS                     | 2                      | 2                      | 4                      |                        | 6                      |
| الإكوادور               | —                      | 4                      | 4                      | GS                     | GS                     | GS                     | 3                      | GS                     |                        | 7                      |
| باراغواي                | —                      | —                      | GS                     | GS                     | 4                      | GS                     | GS                     | GS                     |                        | 6                      |
| بيرو                    | —                      | —                      | 3                      | 4                      | GS                     | GS                     | GS                     | GS                     |                        | 6                      |
| الأوروغواي              | —                      | —                      | GS                     | GS                     | 3                      | GS                     | GS                     | GS                     |                        | 6                      |
| فنزويلا                 | 3                      | —                      | GS                     | GS                     | GS                     | GS                     | GS                     | GS                     |                        | 7                      |

### كأس العالم تحت 20 سنة لكرة القدم
| سجل كأس العالم تحت 20 سنة لكرة القدم | سجل كأس العالم تحت 20 سنة لكرة القدم | سجل كأس العالم تحت 20 سنة لكرة القدم | سجل كأس العالم تحت 20 سنة لكرة القدم | سجل كأس العالم تحت 20 سنة لكرة القدم | سجل كأس العالم تحت 20 سنة لكرة القدم | سجل كأس العالم تحت 20 سنة لكرة القدم | سجل كأس العالم تحت 20 سنة لكرة القدم | سجل كأس العالم تحت 20 سنة لكرة القدم | سجل كأس العالم تحت 20 سنة لكرة القدم | سجل كأس العالم تحت 20 سنة لكرة القدم | سجل كأس العالم تحت 20 سنة لكرة القدم | سجل كأس العالم تحت 20 سنة لكرة القدم | سجل كأس العالم تحت 20 سنة لكرة القدم | سجل كأس العالم تحت 20 سنة لكرة القدم | سجل كأس العالم تحت 20 سنة لكرة القدم | سجل كأس العالم تحت 20 سنة لكرة القدم | سجل كأس العالم تحت 20 سنة لكرة القدم | سجل كأس العالم تحت 20 سنة لكرة القدم | سجل كأس العالم تحت 20 سنة لكرة القدم | سجل كأس العالم تحت 20 سنة لكرة القدم | سجل كأس العالم تحت 20 سنة لكرة القدم | سجل كأس العالم تحت 20 سنة لكرة القدم | سجل كأس العالم تحت 20 سنة لكرة القدم | سجل كأس العالم تحت 20 سنة لكرة القدم |
| الفريق                               | 1977 (16)                            | 1979 (16)                            | 1981 (16)                            | 1983 (16)                            | 1985 (16)                            | 1987 (16)                            | 1989 (16)                            | 1991 (16)                            | 1993 (16)                            | 1995 (16)                            | 1997 (24)                            | 1999 (24)                            | 2001 (24)                            | 2003 (24)                            | 2005 (24)                            | 2007 (24)                            | 2009 (24)                            | 2011 (24)                            | 2013 (24)                            | 2015 (24)                            | 2017 (24)                            | 2019 (24)                            | 2021 (24)                            | السنوات                              |
| ------------------------------------ | ------------------------------------ | ------------------------------------ | ------------------------------------ | ------------------------------------ | ------------------------------------ | ------------------------------------ | ------------------------------------ | ------------------------------------ | ------------------------------------ | ------------------------------------ | ------------------------------------ | ------------------------------------ | ------------------------------------ | ------------------------------------ | ------------------------------------ | ------------------------------------ | ------------------------------------ | ------------------------------------ | ------------------------------------ | ------------------------------------ | ------------------------------------ | ------------------------------------ | ------------------------------------ | ------------------------------------ |
| الأرجنتين                            | •                                    | 1                                    | R1                                   | 2                                    | •                                    | •                                    | QF                                   | R1                                   | •                                    | 1                                    | 1                                    | R2                                   | 1                                    | 4                                    | 1                                    | 1                                    | •                                    | QF                                   | •                                    | R1                                   | R1                                   | R2                                   |                                      | 16                                   |
| البرازيل                             | 3                                    | •                                    | QF                                   | 1                                    | 1                                    | QF                                   | 3                                    | 2                                    | 1                                    | 2                                    | QF                                   | QF                                   | QF                                   | 1                                    | 3                                    | R2                                   | 2                                    | 1                                    | •                                    | 2                                    | •                                    | •                                    |                                      | 18                                   |
| تشيلي                                | •                                    | •                                    | •                                    | •                                    | •                                    | 4                                    | •                                    | •                                    | •                                    | R1                                   | •                                    | •                                    | R1                                   | •                                    | R2                                   | 3                                    | •                                    | •                                    | QF                                   | •                                    | •                                    | •                                    |                                      | 6                                    |
| كولومبيا                             | •                                    | •                                    | •                                    | •                                    | QF                                   | R1                                   | QF                                   | •                                    | R1                                   | •                                    | •                                    | •                                    | •                                    | 3                                    | R2                                   | •                                    | •                                    | QF                                   | R2                                   | R2                                   | •                                    | QF                                   |                                      | 10                                   |
| الإكوادور                            | •                                    | •                                    | •                                    | •                                    | •                                    | •                                    | •                                    | •                                    | •                                    | •                                    | •                                    | •                                    | R2                                   | •                                    | •                                    | •                                    | •                                    | R2                                   | •                                    | •                                    | R1                                   | 3                                    |                                      | 4                                    |
| باراغواي                             | R1                                   | QF                                   | •                                    | •                                    | R1                                   | •                                    | •                                    | •                                    | •                                    | •                                    | R1                                   | R2                                   | 4                                    | R2                                   | •                                    | •                                    | R2                                   | •                                    | R2                                   | •                                    | •                                    | •                                    |                                      | 9                                    |
| الأوروغواي                           | 4                                    | 3                                    | QF                                   | QF                                   | •                                    | •                                    | •                                    | R1                                   | QF                                   | •                                    | 2                                    | 4                                    | •                                    | •                                    | •                                    | R2                                   | R2                                   | R1                                   | 2                                    | R2                                   | 4                                    | R2                                   |                                      | 15                                   |
| فنزويلا                              | •                                    | •                                    | •                                    | •                                    | •                                    | •                                    | •                                    | •                                    | •                                    | •                                    | •                                    | •                                    | •                                    | •                                    | •                                    | •                                    | R2                                   | •                                    | •                                    | •                                    | 2                                    | •                                    |                                      | 2                                    |
| الإجمالي (8 فرق)                     | 3                                    | 3                                    | 3                                    | 3                                    | 3                                    | 3                                    | 3                                    | 3                                    | 3                                    | 3                                    | 4                                    | 4                                    | 5                                    | 4                                    | 4                                    | 4                                    | 4                                    | 5                                    | 4                                    | 4                                    | 4                                    | 4                                    | 4                                    |                                      |

### كأس العالم للسيدات تحت 20 سنة لكرة القدم
| سجل كأس العالم للسيدات تحت 20 سنة لكرة القدم | سجل كأس العالم للسيدات تحت 20 سنة لكرة القدم | سجل كأس العالم للسيدات تحت 20 سنة لكرة القدم | سجل كأس العالم للسيدات تحت 20 سنة لكرة القدم | سجل كأس العالم للسيدات تحت 20 سنة لكرة القدم | سجل كأس العالم للسيدات تحت 20 سنة لكرة القدم | سجل كأس العالم للسيدات تحت 20 سنة لكرة القدم | سجل كأس العالم للسيدات تحت 20 سنة لكرة القدم | سجل كأس العالم للسيدات تحت 20 سنة لكرة القدم | سجل كأس العالم للسيدات تحت 20 سنة لكرة القدم | سجل كأس العالم للسيدات تحت 20 سنة لكرة القدم | سجل كأس العالم للسيدات تحت 20 سنة لكرة القدم |
| الفريق                                       | 2002 (12)                                    | 2004 (12)                                    | 2006 (16)                                    | 2008 (16)                                    | 2010 (16)                                    | 2012 (16)                                    | 2014 (16)                                    | 2016 (16)                                    | 2018 (16)                                    | 2020 (16)                                    | السنوات                                      |
| -------------------------------------------- | -------------------------------------------- | -------------------------------------------- | -------------------------------------------- | -------------------------------------------- | -------------------------------------------- | -------------------------------------------- | -------------------------------------------- | -------------------------------------------- | -------------------------------------------- | -------------------------------------------- | -------------------------------------------- |
| الأرجنتين                                    | •                                            | •                                            | GS                                           | GS                                           | •                                            | GS                                           | •                                            | •                                            | •                                            | •                                            | 3                                            |
| البرازيل                                     | 4                                            | 4                                            | 3                                            | QF                                           | GS                                           | GS                                           | GS                                           | QF                                           | GS                                           |                                              | 9                                            |
| تشيلي                                        | •                                            | •                                            | •                                            | GS                                           | •                                            | •                                            | •                                            | •                                            | •                                            | •                                            | 1                                            |
| كولومبيا                                     | •                                            | •                                            | •                                            | •                                            | 4                                            | •                                            | •                                            | •                                            | •                                            |                                              | 1                                            |
| باراغواي                                     | •                                            | •                                            | •                                            | •                                            | •                                            | •                                            | GS                                           | •                                            | GS                                           | •                                            | 2                                            |
| فنزويلا                                      | •                                            | •                                            | •                                            | •                                            | •                                            | •                                            | •                                            | GS                                           | •                                            |                                              | 1                                            |
| الإجمالي (6 فرق)                             | 1                                            | 1                                            | 2                                            | 3                                            | 2                                            | 2                                            | 2                                            | 2                                            | 2                                            | 2                                            | 19                                           |

### كأس العالم تحت 17 سنة
| سجل كأس العالم تحت 17 سنة | سجل كأس العالم تحت 17 سنة | سجل كأس العالم تحت 17 سنة | سجل كأس العالم تحت 17 سنة | سجل كأس العالم تحت 17 سنة | سجل كأس العالم تحت 17 سنة | سجل كأس العالم تحت 17 سنة | سجل كأس العالم تحت 17 سنة | سجل كأس العالم تحت 17 سنة | سجل كأس العالم تحت 17 سنة | سجل كأس العالم تحت 17 سنة | سجل كأس العالم تحت 17 سنة | سجل كأس العالم تحت 17 سنة | سجل كأس العالم تحت 17 سنة | سجل كأس العالم تحت 17 سنة | سجل كأس العالم تحت 17 سنة | سجل كأس العالم تحت 17 سنة | سجل كأس العالم تحت 17 سنة | سجل كأس العالم تحت 17 سنة | سجل كأس العالم تحت 17 سنة | سجل كأس العالم تحت 17 سنة |
| الفريق                    | 1985 (16)                 | 1987 (16)                 | 1989 (16)                 | 1991 (16)                 | 1993 (16)                 | 1995 (16)                 | 1997 (16)                 | 1999 (16)                 | 2001 (16)                 | 2003 (16)                 | 2005 (16)                 | 2007 (24)                 | 2009 (24)                 | 2011 (24)                 | 2013 (24)                 | 2015 (24)                 | 2017 (24)                 | 2019 (24)                 | 2021 (24)                 | السنوات                   |
| ------------------------- | ------------------------- | ------------------------- | ------------------------- | ------------------------- | ------------------------- | ------------------------- | ------------------------- | ------------------------- | ------------------------- | ------------------------- | ------------------------- | ------------------------- | ------------------------- | ------------------------- | ------------------------- | ------------------------- | ------------------------- | ------------------------- | ------------------------- | ------------------------- |
| الأرجنتين                 | R1                        | •                         | QF                        | 3                         | R1                        | 3                         | QF                        | •                         | 4                         | 3                         | •                         | QF                        | R2                        | R2                        | 4                         | R1                        | •                         | R2                        |                           | 14                        |
| بوليفيا                   | R1                        | R1                        | •                         | •                         | •                         | •                         | •                         | •                         | •                         | •                         | •                         | •                         | •                         | •                         | •                         | •                         | •                         | •                         |                           | 2                         |
| البرازيل                  | 3                         | R1                        | QF                        | QF                        | •                         | 2                         | 1                         | 1                         | QF                        | 1                         | 2                         | R2                        | R1                        | 4                         | QF                        | QF                        | 3                         | 1                         |                           | 17                        |
| تشيلي                     | •                         | •                         | •                         | •                         | 3                         | •                         | R1                        | •                         | •                         | •                         | •                         | •                         | •                         | •                         | •                         | R2                        | R1                        | R2                        |                           | 5                         |
| كولومبيا                  | •                         | •                         | R1                        | •                         | R1                        | •                         | •                         | •                         | •                         | 4                         | •                         | R2                        | 4                         | •                         | •                         | •                         | R2                        | •                         |                           | 6                         |
| الإكوادور                 | •                         | R1                        | •                         | •                         | •                         | QF                        | •                         | •                         | •                         | •                         | •                         | •                         | •                         | R2                        | •                         | QF                        | •                         | R2                        |                           | 5                         |
| باراغواي                  | •                         | •                         | •                         | •                         | •                         | •                         | •                         | QF                        | R1                        | •                         | •                         | •                         | •                         | •                         | •                         | R1                        | R2                        | QF                        |                           | 5                         |
| بيرو                      | •                         | •                         | •                         | •                         | •                         | •                         | •                         | •                         | •                         | •                         | R1                        | QF                        | •                         | •                         | •                         | •                         | •                         | •                         | Q                         | 3                         |
| الأوروغواي                | •                         | •                         | •                         | R1                        | •                         | •                         | •                         | QF                        | •                         | •                         | R1                        | •                         | QF                        | 2                         | QF                        | •                         | •                         | •                         |                           | 6                         |
| فنزويلا                   | •                         | •                         | •                         | •                         | •                         | •                         | •                         | •                         | •                         | •                         | •                         | •                         | •                         | •                         | R1                        | •                         | •                         | •                         |                           | 1                         |
| الإجمالي (10 فرق)         | 3                         | 3                         | 3                         | 3                         | 3                         | 3                         | 3                         | 3                         | 3                         | 3                         | 3                         | 4                         | 4                         | 4                         | 4                         | 5                         | 4                         | 5                         | 5                         |                           |

- - ملاحظة 1: تم تجريد المضيف الأصلي بيرو من حق استضافة حدث 2019 في فبراير 2019.[14]

### كأس العالم للسيدات تحت 17 سنة لكرة القدم
| سجل كأس العالم للسيدات تحت 17 سنة لكرة القدم | سجل كأس العالم للسيدات تحت 17 سنة لكرة القدم | سجل كأس العالم للسيدات تحت 17 سنة لكرة القدم | سجل كأس العالم للسيدات تحت 17 سنة لكرة القدم | سجل كأس العالم للسيدات تحت 17 سنة لكرة القدم | سجل كأس العالم للسيدات تحت 17 سنة لكرة القدم | سجل كأس العالم للسيدات تحت 17 سنة لكرة القدم | سجل كأس العالم للسيدات تحت 17 سنة لكرة القدم | سجل كأس العالم للسيدات تحت 17 سنة لكرة القدم |
| الفريق                                       | 2008 (16)                                    | 2010 (16)                                    | 2012 (16)                                    | 2014 (16)                                    | 2016 (16)                                    | 2018 (16)                                    | 2022 (16)                                    | السنوات                                      |
| -------------------------------------------- | -------------------------------------------- | -------------------------------------------- | -------------------------------------------- | -------------------------------------------- | -------------------------------------------- | -------------------------------------------- | -------------------------------------------- | -------------------------------------------- |
| البرازيل                                     | R1                                           | QF                                           | QF                                           | •                                            | GS                                           | GS                                           |                                              | 5                                            |
| تشيلي                                        | •                                            | R1                                           | •                                            | •                                            | •                                            | •                                            |                                              | 1                                            |
| كولومبيا                                     | R1                                           | •                                            | R1                                           | GS                                           | •                                            | GS                                           |                                              | 4                                            |
| باراغواي                                     | R1                                           | •                                            | •                                            | GS                                           | GS                                           | •                                            |                                              | 3                                            |
| الأوروغواي                                   | •                                            | •                                            | R1                                           | •                                            | •                                            | GS                                           |                                              | 2                                            |
| فنزويلا                                      | •                                            | R1                                           | •                                            | 4                                            | 4                                            | •                                            |                                              | 3                                            |
| الإجمالي (6 فرق)                             | 3                                            | 3                                            | 3                                            | 3                                            | 3                                            | 3                                            | 3                                            | 21                                           |

### بطولة كأس العالم داخل الصالات
| سجل بطولة كأس العالم داخل الصالات | سجل بطولة كأس العالم داخل الصالات | سجل بطولة كأس العالم داخل الصالات | سجل بطولة كأس العالم داخل الصالات | سجل بطولة كأس العالم داخل الصالات | سجل بطولة كأس العالم داخل الصالات | سجل بطولة كأس العالم داخل الصالات | سجل بطولة كأس العالم داخل الصالات | سجل بطولة كأس العالم داخل الصالات | سجل بطولة كأس العالم داخل الصالات | سجل بطولة كأس العالم داخل الصالات |
| الفريق                            | 1989 (16)                         | 1992 (16)                         | 1996 (16)                         | 2000 (16)                         | 2004 (16)                         | 2008 (20)                         | 2012 (24)                         | 2016 (24)                         | 2021 (24)                         | السنوات                           |
| --------------------------------- | --------------------------------- | --------------------------------- | --------------------------------- | --------------------------------- | --------------------------------- | --------------------------------- | --------------------------------- | --------------------------------- | --------------------------------- | --------------------------------- |
| الأرجنتين                         | R2                                | R2                                | R1                                | R2                                | 4                                 | R2                                | QF                                | 1                                 | Q                                 | 8                                 |
| البرازيل                          | 1                                 | 1                                 | 1                                 | 2                                 | 3                                 | 1                                 | 1                                 | R2                                | Q                                 | 8                                 |
| كولومبيا                          |                                   |                                   |                                   |                                   |                                   |                                   | 4                                 | R2                                |                                   | 2                                 |
| باراغواي                          | R2                                | R1                                |                                   |                                   | R1                                | R2                                | R2                                | QF                                | Q                                 | 6                                 |
| الأوروغواي                        |                                   |                                   | R2                                | R1                                |                                   | R1                                |                                   |                                   |                                   | 3                                 |
| فنزويلا                           |                                   |                                   |                                   |                                   |                                   |                                   |                                   |                                   | Q                                 | 1                                 |
| الإجمالي (5 فرق)                  | 3                                 | 3                                 | 3                                 | 3                                 | 3                                 | 4                                 | 4                                 | 4                                 | 4                                 |                                   |

### كأس العالم الشاطئية
| سجل كأس العالم الشاطئية | سجل كأس العالم الشاطئية | سجل كأس العالم الشاطئية | سجل كأس العالم الشاطئية | سجل كأس العالم الشاطئية | سجل كأس العالم الشاطئية | سجل كأس العالم الشاطئية | سجل كأس العالم الشاطئية | سجل كأس العالم الشاطئية | سجل كأس العالم الشاطئية | سجل كأس العالم الشاطئية | سجل كأس العالم الشاطئية | سجل كأس العالم الشاطئية | سجل كأس العالم الشاطئية | سجل كأس العالم الشاطئية | سجل كأس العالم الشاطئية | سجل كأس العالم الشاطئية | سجل كأس العالم الشاطئية | سجل كأس العالم الشاطئية | سجل كأس العالم الشاطئية | سجل كأس العالم الشاطئية | سجل كأس العالم الشاطئية | سجل كأس العالم الشاطئية |
| الفريق                  | 1995 (8)                | 1996 (8)                | 1997 (8)                | 1998 (10)               | 1999 (12)               | 2000 (12)               | 2001 (12)               | 2002 (8)                | 2003 (8)                | 2004 (12)               | 2005 (12)               | 2006 (12)               | 2007 (16)               | 2008 (16)               | 2009 (16)               | 2011 (16)               | 2013 (16)               | 2015 (16)               | 2017 (16)               | 2019 (16)               | 2021 (16)               | السنوات                 |
| ----------------------- | ----------------------- | ----------------------- | ----------------------- | ----------------------- | ----------------------- | ----------------------- | ----------------------- | ----------------------- | ----------------------- | ----------------------- | ----------------------- | ----------------------- | ----------------------- | ----------------------- | ----------------------- | ----------------------- | ----------------------- | ----------------------- | ----------------------- | ----------------------- | ----------------------- | ----------------------- |
| الأرجنتين               | R1 7                    | R1 8                    | 4                       | R1 8                    | •                       | R1 10                   | 3                       | R1 8                    | •                       | QF 7                    | QF 8                    | QF 5                    | R1 11                   | QF 5                    | R1 9                    | R1 11                   | QF 8                    | R1 12                   | •                       | •                       |                         | 16/20                   |
| البرازيل                | 1                       | 1                       | 1                       | 1                       | 1                       | 1                       | 4                       | 1                       | 1                       | 1                       | 3                       | 1                       | 1                       | 1                       | 1                       | 2                       | 3                       | QF 5                    | 1                       | QF 5                    | QF                      | 20/20                   |
| تشيلي                   | •                       | •                       | •                       | R1 9                    | •                       | •                       | •                       | •                       | •                       | •                       | •                       | •                       | •                       | •                       | •                       | •                       | •                       | •                       | •                       | •                       |                         | 1/20                    |
| الإكوادور               | •                       | •                       | •                       | •                       | •                       | •                       | •                       | •                       | •                       | •                       | •                       | •                       | •                       | •                       | •                       | •                       | •                       | •                       | R1 16                   | •                       |                         | 1/20                    |
| باراغواي                | •                       | •                       | •                       | •                       | •                       | •                       | •                       | •                       | •                       | •                       | •                       | •                       | •                       | •                       | •                       | •                       | R1 9                    | R1 11                   | QF 7                    | R1 10                   | R1                      | 4/20                    |
| بيرو                    | •                       | •                       | •                       | 4                       | 4                       | 2                       | QF 7                    | •                       | •                       | R1 9                    | •                       | •                       | •                       | •                       | •                       | •                       | •                       | •                       | •                       | •                       |                         | 5/20                    |
| الأوروغواي              | R1 6                    | 2                       | 2                       | 3                       | 3                       | R1 9                    | R1 11                   | 3                       | R1 5                    | QF 6                    | QF 5                    | 2                       | 3                       | QF 7                    | 4                       | •                       | •                       | •                       | •                       | QF 7                    | QF                      | 15/20                   |
| فنزويلا                 | •                       | •                       | •                       | •                       | •                       | QF 5                    | R1 9                    | •                       | •                       | •                       | •                       | •                       | •                       | •                       | •                       | R1 16                   | •                       | •                       | •                       | •                       |                         | 3/20                    |
| الإجمالي (8 فرق)        | 3                       | 3                       | 3                       | 5                       | 3                       | 5                       | 5                       | 3                       | 2                       | 4                       | 3                       | 3                       | 3                       | 3                       | 3                       | 3                       | 3                       | 3                       | 3                       | 3                       | 3                       |                         |

### بطولات سابقة

#### كأس القارات
| سجل كأس القارات  | سجل كأس القارات | سجل كأس القارات | سجل كأس القارات | سجل كأس القارات | سجل كأس القارات | سجل كأس القارات | سجل كأس القارات | سجل كأس القارات | سجل كأس القارات | سجل كأس القارات | سجل كأس القارات |
| الفريق           | 1992 (4)        | 1995 (6)        | 1997 (8)        | 1999 (8)        | 2001 (8)        | 2003 (8)        | 2005 (8)        | 2009 (8)        | 2013 (8)        | 2017 (8)        | السنوات         |
| ---------------- | --------------- | --------------- | --------------- | --------------- | --------------- | --------------- | --------------- | --------------- | --------------- | --------------- | --------------- |
| الأرجنتين        | 1               | 2               | •               | •               | •               | ×               | 2               | •               | •               | •               | 3               |
| بوليفيا          | •               | •               | •               | GS              | •               | •               | •               | •               | •               | •               | 1               |
| البرازيل         | •               | ×               | 1               | 2               | 4               | GS              | 1               | 1               | 1               | •               | 7               |
| تشيلي            | •               | •               | •               | •               | •               | •               | •               | •               | •               | 2               | 1               |
| كولومبيا         | •               | •               | •               | •               | •               | 4               | •               | •               | •               | •               | 1               |
| الأوروغواي       | •               | •               | 4               | •               | •               | •               | •               | •               | 4               | •               | 2               |
| الإجمالي (6 فرق) | 1               | 1               | 2               | 2               | 1               | 2               | 2               | 1               | 2               | 1               |                 |

## قائمة الرؤساء

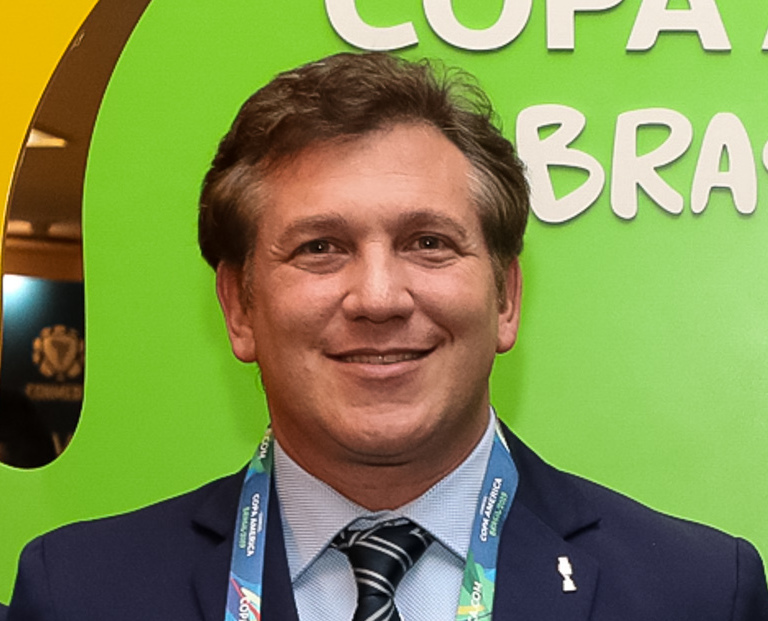
أليخادرو دومينيغيز الرئيس الحالي للكونميبول

| #  | الاسم                    | الفترة       |
| -- | ------------------------ | ------------ |
| 1  | هيكتور ريفادافيا غوميز   | 1916 - 1926  |
| 2  | لويس ساليسي              | 1926 - 1939  |
| 3  | لويس فالينزويلا هيرموسيا | 1939 - 1955  |
| 4  | كارلوس ديتبورن           | 1955 - 1957  |
| 5  | جوزيه راموس دي فريتاس    | 1957 - 1959  |
| 6  | فيرمين سوريتا            | 1959 - 1961  |
| 7  | راول كولومبو             | 1961 - 1966  |
| 8  | تيوفيلو ساليناس فولير    | 1966 - 1986  |
| 9  | نيكولاس ليوز             | 1986 - 2013  |
| 10 | يوجينيو فيغيريدو         | 2013 - 2014  |
| 11 | خوان أنخيل نابوت         | 2014 - 2015  |
| 12 | أليخاندرو دومينيغيز      | 2016 - مستمر |

## وصلات خارجية
- الموقع الرسمي للاتحاد